# Наоми Суонн
Наоми Суонн (англ. Naomi Swann; род. 18 августа 1999 года, Флорида, США) — американская порноактриса и фетиш-модель.

## Карьера
Выросла в небольшом городке в штате Флорида. В детстве занималась различными видами танцев и акробатикой. Участвовала в программе ROTC военно-морской школы, после чего переезжает в Сент-Питерсберг, где училась на старших курсах военной академии-интерната. Работала официанткой и хостес. Через знакомую девушку узнаёт об индустрии сексуального фетишизма и в октябре 2017 года начинает работать с продюсерами сайта Clips4Sale. Первую часть своего псевдонима взяла из фильма «Король вечеринок», а вторую получила посредством генератора имён. За более чем год работы для Clips4Sale Суонн снялась в около 80 видеоклипах с тематиками POV (от первого лица) и фетиша. На выставке AVN AEE в январе 2019 года была замечена агентством талантов Motley Models.
Дебют в порноиндустрии состоялся в марте 2019 года. Одной из первый работ в качестве актрисы стали съёмки сцен для компании Vixen Media Group, в частности для студий Blacked (межрасовая порнография), Tushy (анальный секс) и Vixen (гламкор-порнография, англ. glamcore, сокращение от glamour hardcore — гламурный хардкор).
Принимает участие в съёмках сцен для Evil Angel, Love Her Feet, Reality Kings, Vixen Media Group и других.
Осенью 2017 года была избрана представителем бренда (brand ambassador) Clips4Sale. В сентябре 2019 года выбрана журналом Penthouse в качестве «Любимицы месяца» (Pet of the Month). В апреле 2020 года стала «Вишенкой месяца» по версии Cherry Pimps.
В январе 2021 года была впервые удостоена AVN Awards сразу в двух категориях: «Лучшая анальная сцена в иностранном фильме» и «Лучшая сцена группового секса в иностранном фильме». В октябре 2021 года получила премию XRCO Award в категории «Подростковая мечта года».
По данным сайта Internet Adult Film Database на апрель 2021 года, снялась в более чем 160 порнофильмах и сценах.

## Награды и номинации
| Год  | Награда          | Результат | Категория                                                                                   | Фильм                                              |
| ---- | ---------------- | --------- | ------------------------------------------------------------------------------------------- | -------------------------------------------------- |
| 2018 | Fetish Award     | Победа    | Любимая новая фетиш-исполнительница                                                         | н/д                                                |
| 2020 | AVN Award        | Номинация | Лучшая анальная сцена (вместе с Миком Блу)                                                  | A Day to Remember (из Anal Models 5)               |
| 2020 | AVN Award        | Номинация | Лучшая новая старлетка                                                                      | н/д                                                |
| 2020 | AVN Award        | Номинация | Награда поклонников: самый горячий новичок                                                  | н/д                                                |
| 2020 | Spank Bank Award | Номинация | Aerola of the Gods                                                                          | н/д                                                |
| 2020 | Spank Bank Award | Номинация | Best Lips                                                                                   | н/д                                                |
| 2020 | Spank Bank Award | Номинация | Best Smile                                                                                  | н/д                                                |
| 2020 | Spank Bank Award | Номинация | Creampied Cutie of the Year                                                                 | н/д                                                |
| 2020 | Spank Bank Award | Номинация | Excellence in Muff Maintenance (Best Groomed Bush)                                          | н/д                                                |
| 2020 | Spank Bank Award | Номинация | Fun Sized (Spinner of the Year)                                                             | н/д                                                |
| 2020 | Spank Bank Award | Номинация | IBTC Khaleesi                                                                               | н/д                                                |
| 2020 | Spank Bank Award | Номинация | Most Beautiful Seductress                                                                   | н/д                                                |
| 2020 | Spank Bank Award | Победа    | Newcummer of the Year                                                                       | н/д                                                |
| 2020 | Spank Bank Award | Номинация | Porn’s «It» Girl                                                                            | н/д                                                |
| 2020 | Spank Bank Award | Победа    | Prettiest Girl In Porn                                                                      | н/д                                                |
| 2020 | Spank Bank Award | Номинация | Prettiest «Whore Mouth»                                                                     | н/д                                                |
| 2020 | Spank Bank Award | Номинация | Super Squirter of the Year                                                                  | н/д                                                |
| 2020 | XBIZ Award       | Номинация | Лучшая новая старлетка                                                                      | н/д                                                |
| 2020 | XCritic Award    | Номинация | Лучшая лесбийская сцена (вместе с Кристен Скотт)                                            | Paranormal                                         |
| 2020 | XRCO Award       | Номинация | Новая старлетка года                                                                        | н/д                                                |
| 2021 | AVN Award        | Номинация | Исполнительница года                                                                        | н/д                                                |
| 2021 | AVN Award        | Победа    | Лучшая анальная сцена в иностранном фильме (вместе с Кристианом Клэем)                      | Sex With Strangers (из Young Tushy)                |
| 2021 | AVN Award        | Номинация | Лучшая ведущая актриса                                                                      | My Sinful Valentine                                |
| 2021 | AVN Award        | Номинация | Лучшая лесбийская сцена (вместе с Кристен Скотт)                                            | Paranormal                                         |
| 2021 | AVN Award        | Победа    | Лучшая сцена группового секса в иностранном фильме (вместе с Альберто Бланко и Талией Минт) | Our Secret Place (из Young Fantasies 5)            |
| 2021 | AVN Award        | Номинация | Лучшая сцена мастурбации/стриптиза                                                          | Fashionistas Lost                                  |
| 2021 | AVN Award        | Номинация | Наиболее эпатажная сцена (вместе с Рокко Сиффреди и Эммой Хикс)                             | Wrapped Up in This Together (из Fashionistas Lost) |
| 2021 | Inked Award      | Номинация | Сцена года (вместе с Рокко Сиффреди и Эммой Хикс)                                           | Fashionistas Lost                                  |
| 2021 | NightMoves Award | Номинация | Лучшая актриса                                                                              | н/д                                                |
| 2021 | XBIZ Award       | Номинация | Исполнительница года                                                                        | н/д                                                |
| 2021 | XBIZ Award       | Номинация | Лучшая сцена секса — виньетка (вместе с Лукасом Фростом)                                    | I Can’t Help It                                    |
| 2021 | XBIZ Award       | Номинация | Лучшая сцена секса — гонзо (вместе с Миком Блу)                                             | Vagitarians 2                                      |
| 2021 | XBIZ Award       | Номинация | Лучшая сцена секса — эротика (вместе с Нейтаном Бронсоном)                                  | My Sinful Valentine                                |
| 2021 | XRCO Award       | Номинация | Лучшая актриса                                                                              | My Sinful Valentine                                |
| 2021 | XRCO Award       | Победа    | Подростковая мечта года                                                                     | н/д                                                |
| 2022 | AVN Award        | Номинация | Лучшая лесбийская сцена (вместе с Аидрой Фокс)                                              | The Seductive Art of Massage — Scene 4             |
| 2022 | AVN Award        | Номинация | Лучшая сцена триолизма (вместе с Джексом Слейхером и Эшли Лэйн)                             | The Devil Wears                                    |
| 2022 | XBIZ Award       | Номинация | Лучшая сцена секса — только девушки (вместе с Аидрой Фокс)                                  | The Seductive Art of Massage                       |
| 2025 | AltStar Award    | Номинация | Лучшая премиум-социальная медиазвезда                                                       | н/д                                                |

## Избранная фильмография
- 2019 — Blacked Raw V26
- 2019 — Hookup Hotshot: Sex Dollz
- 2019 — Jules Jordan’s Three Ways
- 2019 — Raw 38
- 2019 — Throat Fucks 6
- 2019 — Tushy Raw V4
- 2020 — Barely Legal 174: Pop Stars
- 2020 — Interracial Threesomes 9
- 2020 — Naughty Schoolgirls
- 2020 — Paranormal
- 2020 — Taboo Relations 5
- 2020 — Young Tushy